# Lista de canções gravadas por Johnny Cash
Esta é uma lista em ordem alfabética das músicas que foram gravadas, escritas e/ou executadas por Johnny Cash entre o início de sua carreira em 1954 e sua morte em 2003.

## 0-9
- The 20th Century Is Almost Over
- 25 Minutes to Go
- 7:06 Union

## A
- Abner Brown
- Accidentally on Purpose
- Adios Aloha
- Adulterous Woman
- After All
- After Taxes
- After the Ball
- Against the Wind
- Agony in Gethsemane
- Ah Bos Cee Dah
- Ain’t Gonna Hobo No more
- Ain't Gonna Work Tomorrow
- Ain’t No Grave
- Ain't You Ashamed
- All Around Cowboy
- All I Do Is Drive
- All Of God's Children Ain't Free
- All Over Again
- Allegheny
- Aloha Oe
- Always Alone
- Always on My Mind
- Amen
- American Remains
- American by Birth
- American Trilogy
- Ancient History
- And Now He's Alone
- Angel And the Badman
- Angel Band
- Angels Love Bad Men
- Another Broken Hearted Girl
- Another Man Done Gone
- Another Song to Sing
- Another Wide River to Cross
- Anthem ’84
- Any Old Wind That Blows
- Apache Tears
- Appalachian Pride
- Are All the Children In
- Are You Washed In The Blood
- Arkansas Lovin’ Man
- As Long as I Live
- As Long as The Grass Shall Grow
- Ascension Amen Chorus
- At Calvary
- At the Cross
- At the Wailing Wall
- Austin Prison
- Away in a Manger

## B
- (I'm Proud The) Baby Is Mine
- Baby Ride Easy
- Back In The Saddle Again
- A Backstage Pass
- Bad News
- Ballad Of A Teenage Queen
- The Ballad Of Annie Palmer
- The Ballad Of Barbara
- The Ballad Of Boot Hill
- The Ballad Of Forty Dollars
- The Ballad Of Jesse James
- The Ballad of Ira Hayes
- Ballad Of Little Fauss And Big Halsy
- Ballad Of The Ark
- Ballad Of The Harp Weaver
- Bandana
- The Banks Of The Ohio
- The Baron
- The Battle Of Nashville
- The Battle Of New Orleans
- Be Careful Who You Love (Arthur's Song)
- Beans For Breakfast
- The Beast In Me
- A Beautiful Day
- Beautiful Life
- Beautiful Memphis
- Beautiful Words
- Before My Time
- Begin West Movement
- Believe In Him
- A Believer Sings The Truth
- Belshazzar
- Ben Dewberry's Final Run
- Besser so, Jenny-Joe (Canção original alemã)
- Best Friend
- Best of All Possible Worlds
- Better Class Of Losers
- Big Balls In Nashville
- The Big Battle
- Big Foot
- Big Iron
- The Big Light
- Big River
- Big Train (From Memphis)
- Bill's Theme
- Billy And Rex And Oral And Bob
- Billy Brown
- Bird On A Wire
- A Bird With A Broken Wing
- Blessed Are
- Blistered
- The Blizzard
- Blue Bandana
- Blue Christmas
- Blue Train
- Blueberry Hill
- Blues For Two
- The Blues Keep Gettin' Bluer
- Blue Yodel #1
- Blue Yodel #5
- Boa Constrictor
- Bonanza!
- Boogie
- Borderline (A Musical Whodunit)
- Born And Raised In Black And White
- Born To Lose
- Boss Jack
- Bottom Of A Mountain
- A Boy Named Sue
- Brakeman's Blues
- Brand New Dance
- Breaking Bread
- Bridge Over Troubled Water
- Broken Freedom Song
- Broken Hearted Lover
- Brown Eyes
- Brown-Eyed Handsome Man
- The Bug That Tried To Crawl Around The World
- Bull Rider
- Burden Of Freedom
- Bury Me Not On The Lone Prairie
- Busted

## C
- Cajun Born
- Calilou
- Call Daddy From The Mine(s)
- Call Me The Breeze
- Call Of The Wild
- Can't Help But Wonder Where I'm Bound
- Careless Love
- The Caretaker
- Casey
- Casey Jones
- Casey's Last Ride
- Cat's in the Cradle
- The Cattle Call
- 'Cause I Love You
- A Ceiling, Four Walls, And A Floor
- A Certain Kinda Hurtin'
- Chain Gang
- Change The Locks
- Chattanooga City Limit Sign
- Chattanooga Sugarbabe
- The Chicken In Black
- Children
- Children, Go Where I Send Thee
- Choosing Of Twelve Disciples
- Christmas As I Knew It
- The Christmas Guest
- The Christmas Spirit
- Christmas Time's A Comin'
- Christmas With You
- (I'm Just An Old) Chunk Of Coal (But I'll Be A Diamond Someday)
- Church In The Wildwood
- Church Of The Holy Sepulchre
- Cindy
- Cindy, I Love You
- Cisco Clifton's Fillin' Station
- City Jail
- City Of New Orleans
- Class Of '55
- Clean Your Own Tables
- Clementine
- Close The Door Lightly
- Closer To The Bone
- Cloudburst
- Cocaine Blues
- Cocaine Carolina
- Cold Shoulder
- Cold, Cold Heart
- Cold, Lonesome Morning
- The Color Of Love
- Come Along And Ride This Train
- Come In, Stranger
- Come Take A Trip In My Airship
- Come To The Wailing Wall
- Come Unto Me
- Coming Home
- Committed To Parkview
- Concerning Your New Song
- The Continuance
- Cool Water
- Cotton Fields
- Cotton Pickin' Hands
- Country Boy
- Country Pie
- Country Trash
- The Cowboy Who Started The Fight
- The Cowboy's Prayer
- Cowboys And Ladies
- Crazy
- Crazy Old Soldier
- The Cremation of Sam McGee
- A Croft In Clachan (The Ballad Of Rob MacDunn)
- Crossing The Sea Of Galilee
- Crucifixion
- Cry! Cry! Cry!
- Crystal Chandeliers And Burgundy
- Cuban Soldier
- A Cup Of Coffee
- Custer

## D
- Daddy
- Daddy Sang Bass
- The Danger Zone
- Danny Boy
- Dark As A Dungeon
- Darling Am I The One
- Darlin' Companion
- Daughter Of A Railroad Man
- A Day In The Grand Canyon
- Dear Mrs.
- Death And Hell
- The Death Of Me
- Delia's Gone
- Deportee (Plane Wreck At Los Gatos)
- Desperado
- Desperados Waiting For A Train
- Destination Victoria Station
- Detroit City
- The Devil Comes Back to Georgia
- The Devil To Pay
- The Devil's Right Hand
- Diamonds In The Rough
- Didn't It Rain
- Dinosaur Song
- The Diplomat
- Dirty Old Egg-Suckin' Dog
- Do Lord
- Do What You Do, Do Well
- Doesn't Anybody Know My Name
- Doin' My Time
- Don't Go Near The Water
- Don't Make Me Go
- Don't Sell Daddy Any More Whiskey
- Don't Step On Mother's Roses
- Don't Take Anyone To Be Your Friend (Don't Take Everybody For Your Friend)
- Don't Take Your Guns To Town
- Don't Think Twice, It's Alright
- Dorraine Of Ponchartrain
- Down At Drippin’ Springs
- Down In The Valley
- Down The Line
- Down The Road I Go
- Down The Street To 301
- Down There By The Train
- The Drifter
- Drink To Me Only With Thine Eyes
- Drive On
- Drums
- Duelin' Dukes

## E
- Earthquake And Darkness
- East Virginia Blues
- Easy Street
- Empty Chair
- The End Of Understanding
- Engine 143 (One-Forty-Three)
- The Engineer's Dying Child
- Even Cowgirls Get The Blues
- The Evening Train
- Everybody Loves A Nut
- Everybody's Trying To Be My Baby
- Everyone Gets Crazy
- Everything Is Beautiful

## F
- Face Of Despair
- Fair And Tender Ladies
- Fair Weather Friends
- Family Bible
- Far Away Places
- Far Side Banks Of Jordan
- Farmer's Almanac
- Farther Along
- Fast Boat to Sydney
- A Fast Song
- Father And Daughter (Father And Son)
- Feast Of The Passover
- Feeding The Multitude
- Field Of Diamonds
- Figgy Puddin'
- The First Noel
- First Time Ever I Saw Your Face
- Fisher's Of Men
- Five Feet High And Rising
- Five Minutes To Live
- Flesh And Blood
- The Flint Arrowhead
- Flushed From The Bathroom Of Your Heart
- Fly Little Bird
- The Folk Singer
- Folks Out On The Road
- Follow Me
- Follow Me Jesus
- Folsom Prison Blues
- Fools Hall Of Fame
- Foolish Questions
- For Lovin' Me
- For The Good Times
- For You
- Forever Young
- Forty Shades Of Green
- Four Months To Live
- Four Strong Winds
- The Fourth Man (In The Fire)
- Frankie's Man, Johnny
- Friendly Gates
- Friends In California
- From Sea To Shining Sea
- A Front Row Seat to Hear Ole Johnny Sing
- The Frozen Four Hundred Pound Fair To Middlin' Cotton Picker
- The Frozen Logger
- Fuego De'amor (Versão em espanhol de "Ring of Fire")
- Funny How Time Slips Away
- Further On (Up The Road)

## G
- Gadsby's Restaurant
- Galway Bay[1]
- The Gambler
- Gathering Flowers For The Beautiful Bouquet
- Gathering Flowers From The Hillside
- The General Lee
- Gentle On My Mind
- Georgia On A Fast Train
- Get in Line, Brother
- Get Rhythm
- The Gettysburg Address
- (Ghost) Riders In The Sky
- The Gifts They Gave
- Girl from the Canyon
- Girl from the North Country
- Girl in Saskatoon
- Give It Away
- Give Me Back My Job
- Give My Love To Rose
- Go On Blues
- Go Wild
- God Ain't No Stained Glass Window
- God Bless Robert E Lee
- God Is Not Dead
- God Must Have My Fortune Laid Away
- God Will
- God's Gonna Cut You Down
- God's Hands
- Godshine
- Goin' by the Book
- Goin' Down the Road Feelin' Bad
- Going to Memphis
- Gone
- Gone Girl
- The Good Earth
- Good Morning Friend
- Good Old American Guest
- Good Old Mountain Dew
- The Good, the Bad, and the Cookie Kid
- Goodbye Little Darlin'
- Goodnight Irene
- Gospel Boogie
- Gospel Road
- Gospel Ship
- (My) Grandfather's Clock[2]
- Great Commission
- The Great Speckle(d) Bird
- Greater Love Hath No Man
- The Greatest Cowboy of Them All
- Greatest Love Affair
- Green Grow the Lilacs
- Green, Green Grass of Home
- Greystone Chapel
- Guess Things Happen That Way

## H
- A Half a Mile a Day
- Hammers and Nails
- Hank and Joe and Me
- Happiness Is You
- Happy to Be with You
- Hard Times (Come Again No More)
- Hard Times Comin'
- The Hard Way
- Hardin Wouldn't Run
- Hark! The Herald Angels Sing
- Harley
- Have A Drink Of Water
- Have Thine Own Way Lord
- Have You Ever Seen the Rain
- He Is Risen
- He Stopped Loving Her Today
- He Touched Me
- He Turned The Water Into Wine
- He'll Be A Friend
- He'll Understand and Say Well Done
- He's Alive
- Heart Of Gold
- Heartbeat
- Heavy Metal (Don't Mean Rock And Roll To Me)
- Hello Again
- Hello Out There
- Help Him, Jesus
- Help Me
- Help Me Make It Through The Night
- Here Comes that Rainbow Again
- Here Was A Man
- Heroes
- Heroes In Black And White
- Hey Good Lookin'
- Hey Hey Train
- Hey, Porter
- Hiawatha's Vision
- Hidden Shame
- High Heel Sneakers
- Highway Patrolman
- The Highwayman
- Hit The Road And Go
- The Hobo Song
- Home of the Blues
- Honky Tonk Girl
- The House Is Falling Down
- How Beautiful Heaven Must Be
- How Did You Get Away From Me
- How Great Thou Art
- The Human Condition
- Hung My Head
- Hungry
- Hurt
- Hurt So Bad

## I
- I Ain't A Song
- I Am A Pilgrim
- I Am The Nation
- (I Been To) Georgia On A Fast Train
- I Call Him
- I Came To Believe
- I Can't Go On That Way
- I Can't Help It (If I'm Still In Love With You)
- I Corinthians 15:55
- I Could Never Be Ashamed Of You
- I Couldn't Keep from Crying
- I Do Believe
- I Don't Believe You Wanted To Leave
- I Don't Hurt Anymore
- I Don't Know Where I'm Bound
- I Don't Think I Could Take You Back Again
- I Dreamed About Mama Last Night
- I Drove Her Out of My Mind
- I Feel Better All Over
- I Forgot More Than You'll Ever Know
- I Forgot To Remember To Forget
- I Got A Boy (And His Name Is John)
- I Got a Woman
- I Got Shoes
- I Got Stripes
- I Hardly Ever Sing Beer Drinking Songs
- (I Heard That) Lonesome Whistle
- I Heard The Bells On Christmas Day
- I Hung My Head
- I Just Thought You'd Like To Know
- I Love You Because
- I Love You Sweetheart
- I Love You, Love You
- I Never Got To Know Him Very Well
- I Never Met A Man Like You Before
- I Never Picked Cotton
- I Promise You
- I Ride An Old Paint
- I Saw A Man
- I Saw The Light
- I See A Darkness
- I See Men As Trees Walking
- I Shall Be Free
- I Shall Not Be Moved
- I Still Miss Someone
- I Talk To Jesus Every Day
- I Threw It All Away
- I Tremble For You
- I Walk The Line
- I Want To Go Home
- I Wanted So
- I Was There When It Happened (So I Guess I Ought To Know)
- I Washed My Face In The Morning Dew
- I Will Dance With You
- I Will Miss You When You Go
- I Will Rock and Roll with You
- I Wish I Was Crazy Again
- I Witness a Crime
- I Won't Back Down (feat. Tom Petty)
- I Won't Have to Cross Jordan Alone
- I Would Like to See You Again
- I'd Just Be Fool Enough (To Fall)
- I'd Rather Die Young
- I'd Rather Have You
- I'd Still Be There
- I'll Always Love You (in My Own Crazy Way)
- I'll Be All Smiles Tonight
- I'll Be Home for Christmas
- I'll Be Loving You
- I'll Cross Over Jordon Someday
- I'll Fly Away
- I'll Go Somewhere And Sing My Songs Again
- I'll Have a New Life
- I'll Remember You
- I'll Say It's True
- I'll Take You Home Again Kathleen
- I'm A Drifter
- I'm A Newborn Man
- I'm A Worried Man
- I'm Alright Now
- I'm An Easy Rider
- I'm An Old Cow Hand
- I'm Bound For The Promised Land
- I'm Free From The Chain Gang Now
- I'm Going To Memphis
- I'm Gonna Sit On The Porch And Pick On My Old Guitar
- I'm Gonna Try To Be That Way
- I'm Here To Get My Baby Out Of Jail
- (I'm Just An Old) Chunk Of Coal (But I'll Be A Diamond Someday)
- I'm Leavin' Now
- I'm Movin' On
- I'm Never Gonna Roam Again
- I'm On Fire
- (I'm Proud) The Baby Is Mine
- I'm Ragged but I'm Right
- I'm So Lonesome I Could Cry
- I'm Thinking Tonight of My Blue Eyes
- I'm Working On A Building
- I've Always Been Crazy
- I've Been Everywhere
- I've Been Saved
- I've Been Working On The Railroad
- I've Got A Thing About Trains
- I've Got Jesus In My Soul
- I've Never Met A Man Like You Before
- If He Came Back Again
- If I Give My Soul
- If I Had A Hammer
- If I Were A Carpenter
- If It Wasn't For The Wabash River
- If Jesus Ever Loved A Woman
- If Not For Love
- If The Good Lord's Willing
- If We Never Meet Again This Side Of Heaven
- If You Could Read My Mind
- Impersonations
- Interlude
- In A Young Girl's Mind
- In Bethlehem
- In God's Hands
- In My Life
- In Our Mind
- In The Garden
- In The Garden Of Gethsemane
- In The Jailhouse Now
- In The Sweet By And By
- (In Them Old) Cotton Fields (Back Home)
- In Virginia (Canção original alemã)
- In Your Mind
- Introduction Under The Double Eagle
- The Invertebrates
- Is This My Destiny
- It Ain't Gonna Worry My Mind
- It Ain't Me, Babe
- It Ain’t Nothin' New Babe
- It Came Upon A Midnight Clear
- It Comes And Goes
- It Could Be You (Instead Of Him)
- It Is No Secret (What God Can Do)
- It Is What It Is
- It Takes One to Know Me
- It Was Jesus (Who Was It?)
- It'll Be Her
- It's a Sin to Tell a Lie
- It's All Over
- It's Alright
- It's Just About Time

## J
- Jackson
- Jacob Green
- Jealous Loving Heart
- Jeri And Nina's Melody
- Jesus
- Jesus and Children
- Jesus and Nicodemus
- Jesus Announces His Divinity
- Jesus Appears to Disciples
- Jesus Before Caiaphas, Pilate, and Herod
- Jesus Cleanses Temple
- Jesus Cleanses Temple Again
- Jesus In My Soul (I’ve Got Jesus in My Soul)
- Jesus in the Temple
- Jesus Is Lord
- Jesus Upbraids Scribes and Pharisees
- Jesus Was a Carpenter
- Jesus Was Our Saviour (Cotton Was Our King)
- Jesus Wept
- Jesus’ Death
- Jesus’ Early Years
- Jesus’ Entry Into Jerusalem
- Jesus’ First Miracle
- Jesus’ Last Words
- Jesus’ Opposition Is Established
- Jesus’ Second Coming
- Jesus’ Teachings
- Jim, I Wore a Tie Today
- Jingle Bells
- Joe Bean
- John 14-1-3
- John Henry
- John the Baptist
- John the Baptist's Imprisonment And Death
- John's
- Johnny 99
- Johnny Reb
- Jordan
- Joshua Gone Barbados
- Joy to the World
- The Junkie and the Juicehead (Minus Me)
- Just a Closer Walk with Thee
- Just About Time
- Just As I Am
- Just One More
- Just the Other Side of Nowhere

## K
- Kate
- Kathy
- Katy Too
- Keep on the Sunny Side
- Keep Your Eyes on Jesus
- Kentucky Straight
- King of Love
- King of The Hill
- Kleine Rosmarie (Canção original alemã)
- The Kneeling Drunkard's Plea To

## L
- The L and N Don't Stop Here Anymore
- Lady
- The Lady Came from Baltimore
- Land of Israel
- The Last Cowboy Song
- Last Date
- The Last Gunfighter Ballad
- Last Night I Had the Strangest Dream
- The Last of the Drifters
- Last Supper
- The Last Thing on my Mind
- The Last Time
- Lately
- Lately I Been Leanin’ Toward The Blues
- Lay Back With My Woman
- Lay Me Down in Dixie
- Lead Me Father
- Lead Me Gently Home (Father)
- Leave That Junk Alone
- A Legend in My Time
- The Legend of John Henry's Hammer
- Let America Be America Again
- Let Him Roll
- Let Me Down Easy
- Let Me Help You Carry This Weight
- Let The Lower Lights Be Burning (Running)
- Let The Train Blow the Whistle
- Let There Be Country
- Let Those Brown Eyes Smile at Me
- The Letter Edged in Black
- Letter(s) From Home
- Life Goes On
- Life Has Its Little Ups and Downs
- Life of a Prisoner
- Life's Railway to Heaven
- Lights of Magdala
- Like a Soldier
- Like a Young Colt
- Like the 309
- The Lily of the Valley
- A Little at a Time
- Little Bit of Yesterday
- The Little Drummer Boy
- Little Gray Donkey
- Little Green Fountain
- Little Magic Glasses
- Little Man
- Little Mockingbird
- Live Forever
- Living Legend
- Living the Blues
- Living Water and the Bread of Life
- Loading Coal
- Locomotive Man
- Lonesome to the Bone
- Lonesome Valley
- (I Heard That) Lonesome Whistle (Blow)
- The Long Black Veil
- Long Legged Guitar Pickin' Man
- Look at Them Beans
- Look For Me
- Look Unto the East
- Lookin' Back in Anger
- Lord Is It I
- Lord Take These Hands
- Lord, I'm Coming Home
- Lord, Lord, Lord
- Lord's Prayer Amen Chorus
- Lorena
- Losin' You
- Losing Kind
- Lost on the Desert
- Louisiana Man
- Love Has Lost Again
- Love Is a Gambler
- Love Is My Refuge
- Love Is the Way
- Love Me Like You Used To
- Love Me Tender
- The Love That Never Failed
- Love's Been Good To Me
- Lovin' Locomotive Man
- The Loving Gift
- Lower Lights
- Lumberjack
- Luther Played The Boogie (Luther's Boogie)

## M
- Mama, You've Been On My Mind
- Mama's Baby
- The Man Comes Around
- Man In Black
- Man In White
- The Man On The Hill
- The Man Who Couldn't Cry
- Mariners And Musicians
- Mary Magdalene Returns To Galilee
- Mary Of The Wild Moor
- The Masterpiece
- The Matador
- Matchbox
- Matthew 24 (Is Knocking At The Door)
- Me And Bobby McGee
- Me And Paul
- Mean As Hell
- Mean-Eyed Cat
- Meet Me In Heaven
- Melva's Wine
- Memories Are Made Of This
- Mercy Seat
- Merry Christmas Mary
- Michigan City Howdy Do
- Miller's Cave
- The Miracle Man
- Miss Tara
- Mississippi Delta Land
- Mississippi Sand
- Missouri Waltz
- Mister Garfield
- Mobile Bay
- Monteagle Mountain
- More Jesus Teaching
- Mother Maybelle
- Mother's Love
- Mountain Dew
- Mountain Lady
- Movin'
- Mr Garfield
- Mr Lonesome
- Muddy Waters
- My Children Walk In Truth
- My Clinch Mountain Home
- My Cowboy's Last Ride
- My God Is Real (Yes, God Is Real)
- (My) Grandfather's Clock
- My Merry Christmas Song
- My Mother Was A Lady
- My Old Faded Rose
- My Old Kentucky Home (Turpentine And Dandelion Wine)
- My Ship Will Sail
- My Shoes Keep Walking Back To You
- My Treasure
- My Wife June At Sea Of Galilee
- The Mystery Of Life
- Mystery Of Number Five

## N
- Nashville Skyline Rag
- Nasty Dan
- Navajo
- Nazarene
- Ned Kelly
- Never Grow Old
- New Cut Road
- New Mexico
- New Moon Over Jamaica
- (I'm A) Newborn Man
- News Conference
- Next In Line
- Next Time I'm In Town
- The Night Hank Williams Came To Town
- Night Life
- The Night They Drove Old Dixie Down
- Nine Pound Hammer
- No Charge
- No Earthly Good
- No Expectations
- No Need To Worry
- No, No, No
- No One Will Ever Know
- No Setting Sun
- Nobody
- Nobody Cared

## O
- O Christmas Tree
- O Come All Ye Faithful
- O Little Town Of Bethlehem
- Oh Bury Me Not On The Lone Prairie
- Oh Come, Angel Band
- Oh Lonesome Me
- Oh, What A Dream
- Oh, What A Good Thing We Had
- The Old Account Was Settled Long Ago
- Old Apache Squaw
- (I'm Just An) Old Chunk Of Coal (But I'll Be A Diamond Someday)
- Old Doc Brown
- Old Fashioned Tree
- Old Gospel Ship
- The Old Rugged Cross
- Old Shep
- The Old Spinning Wheel
- Old Time Feeling
- Ole Slew Foot
- On The Evening Train
- On The Line
- On The Road Again
- On The Trail
- On The Via Dolorosa
- On Wheels And Wings
- Once Before I Die
- One
- One And One Makes Two
- One More Ride
- One Of These Days I'm Gonna Sit Down And Talk To Paul
- The One On The Right Is On The Left
- One Piece At A Time
- The One Rose (That's Left In My Heart)
- One Too Many Mornings
- One Way Rider
- Oney
- Only Love
- Opening The West
- Orange Blossom Special
- Orleans Parish Prison
- Orphan Of The Road
- Our Guide Jacob At Mount Tabor
- Out Among The Stars
- Outside Looking In
- Over The Next Hill
- Over There

## P
- Pack Up Your Sorrows
- Painted Desert
- Papa Was a Good Man
- Parable of the Good Shepherd
- Paradise
- Passin' Thru
- Paul Revere
- (There'll Be) Peace in the Valley (for Me)
- Peggy Day
- Personal Jesus
- Pick a Bale o' Cotton
- Pick the Wildwood Flower
- Pick Up the Tempo
- Pickin' Time
- Pie in the Sky
- The Pilgrim
- The Pine Tree
- Please Don't Let Me Out
- Please Don't Play Red River Valley
- Pocahontas
- Poor Valley Girl
- Port Of Lonely Hearts
- Praise The Lord And Pass The Soup
- The Preacher Said, “Jesus Said”
- Precious Memories
- The Prisoner's Song
- A Proud Land
- Put The Sugar To Bed

## R
- Ragged Old Flag
- Raising of Lazarus
- Reaching for the Stars
- Reason to Believe
- The Rebel – Johnny Yuma
- Red Velvet
- Redemption
- Redemption Day
- Redemption Song
- Reflections
- Relief Is Just A Swallow Away
- (Remember Me) I'm the One Who Loves You
- Remember The Alamo
- Restless
- Return To The Promised Land
- The Reverend Mr. Black
- Ride This Train
- (Ghost) Riders in the Sky
- Ridin' On The Cotton Belt
- Ring Of Fire
- Ringing The Bells For Jim
- Riot In Cell Block No 9
- The Road Goes On Forever
- The Road To Kaintuck
- Rock And Roll (Fais-Do-Do)
- Rock And Roll Ruby
- Rock And Roll Shoes
- Rock Island Line
- Rock Of Ages
- Rockabilly Blues (Texas 1955)
- Rocket 69
- Rodeo Hand
- Roll Call
- Rollin’ Free
- Rosanna's Going Wild
- Rose Of My Heart
- Roughneck
- Route #1, Box 144
- Rowboat
- Run Softly, Blue River
- The Running Kind
- Rusty Cage

## S
- Saginaw, Michigan
- Sailor On A Concrete Sea
- Salty Dog
- Sam Hall
- Sam Stone
- San Quentin
- Sanctified
- A Satisfied Mind
- Saturday Night In Hickman County
- Sea Of Heartbreak
- Seal It In My Heart And Mind
- Seasons Of My Heart
- Second Honeymoon
- See Ruby Fall
- Send A Picture Of Mother
- September When It Comes
- Sermon On The Mount
- Shamrock Doesn't Grow In California
- Shantytown
- She Came from the Mountains
- She's A Go-Er
- Shepherd Of My Heart
- The Shifting, Whispering Sands
- Shrimpin’ Sailin’
- Silent Night
- (That) Silver Haired Daddy Of Mine
- Silver Stallion
- Sing A Song
- Sing A Travelin' Song
- Sing It Pretty, Sue
- A Singer Of Songs
- Singin’ In Vietnam Talkin’ Blues
- The Singing Star's Queen
- Single Girl, Married Girl
- Six Days On The Road
- Six Gun Shooting
- Six White Horses
- Sixteen Tons
- Slow Rider
- Smiling Bill McCall
- Smokey Factory Blues
- Snow In His Hair
- So Do I
- So Doggone Lonesome
- Softly And Tenderly
- Sold Out of Flagpoles
- Soldier Boy
- Soldier's Last Letter
- Solitary Man
- Someday My Ship Will Sail
- A Song For The Life
- Song Of The Coward
- Song Of The Patriot
- A Song To Mama
- Song To Woody
- Songs That Make A Difference
- The Sons Of Katie Elder
- The Sound Of Laughter
- Southern Accents
- Southern Comfort
- Southwestward
- Southwind
- Spanish Harlem
- Spiritual
- Stampede
- Standing on the Promises
- Starkville City Jail
- State of the Nation
- Steel Guitar Rag
- Still in Town
- The Story of a Broken Heart
- Straight A's in Love
- Strange Things Happen Every Day (There Are Strange Things Happening Every Day)
- Strawberry Cake
- The Streets Of Laredo
- Suffer Little Children
- Sugartime
- Sunday Mornin' Comin' Down
- Sunrise
- Sunset
- Suppertime
- Sweet Betsy from Pike
- Sweeter Than The Flowers
- Swing Low, Sweet Chariot

## T
- T Is For Texas
- Take Me Home
- The Talking Leaves
- Tall Man
- Taller Than Trees
- Tear Stained Letter
- Tears In The Holston River
- Tell Him I'm Gone
- Temptation
- The Ten Commandments
- The Ten Commandments Of Love
- Tennessee Flat-Top Box
- Tennessee Stud
- Texas
- Texas 1947
- Thanks A Lot
- Thanks To You
- That Christmasy Feeling
- That Lucky Old Sun (Just Rolls Around Heaven All Day)
- That Old Time Feeling
- That Old Wheel
- That Silver Haired Daddy Of Mine
- That's All Over
- That's Alright Mama
- That's Enough
- That's How I Got To Memphis
- That's One You Owe Me
- That's The Truth
- That's The Way It Is
- That's What It's Like To Be Lonesome
- There Ain’t No Easy Run
- There Ain't No Good Chain Gang
- There Are Strange Things Happening Every Day
- There Is (There's) A Bear In The Woods
- There You Go
- (There'll Be) Peace In The Valley (For Me)
- These Are My People
- These Things Shall Pass
- They Killed Him
- They're All The Same
- A Thing Called Love
- Thirteen
- This Is Nazareth
- This Land Is Your Land
- This Ole House
- This Side Of The Law
- This Town
- This Train Is Bound For Glory
- Thoughts On The Flag
- The Three Bells
- Thunderball
- Tiger Whitehead
- The Timber Man
- Time And Time Again
- Time Changes Everything
- Time Of The Preacher
- To All The Girls I've Loved Before
- To Beat The Devil
- To The Shining Mountains
- Tonight I'll Be Staying Here With You
- Tony
- Too Little, Too Late
- Town Of Cana
- Train Of Love
- Transfusion Blues
- The Troubadour
- Trouble In Mind
- Troublesome Waters
- True Love Is Greater Than Friendship
- True Love Travels A Gravel Road
- The Twentieth Century Is Almost Over
- Two Greatest Commandments
- Two Old Army Pals
- Two Stories Wide
- Two Timin' Woman

## U
- The Vanishing Race
- Vaya Con Dios
- The Very Biggest Circus Of Them All
- Veteran's Day
- Viel zu spät (versão alemã de "I Got Stripes")
- Virgien

## W
- W. Lee O Daniel (And The Light Crust Dough Boys)
- Wabash Blues
- The Wabash Cannonball
- Waiting For A Long Time
- Waiting For A Southern Train
- Waiting For A Train
- Walkin’ The Blues
- The Wall
- The Walls Of A Prison
- The Wanderer
- Walk the Line
- Wanted Man
- Water From The Wells Of Home
- Wayfaring Stranger
- Waymore's Blues
- The Ways Of A Woman In Love
- The Wayworn Traveler
- We Are The Shepherds
- We Must Believe In Magic
- We Ought To Be Ashamed
- We Remember The King
- We'll Meet Again
- We’re All In Your Corner
- We’re For Love
- Wednesday Car
- Welcome Back Jesus
- Welfare Line
- Wer kennt den Weg (versão alemã de "I Walk the Line")
- Were You There (When They Crucified My Lord)
- West Canterbury Subdivision Blues
- The West
- What Child Is This
- What Do I Care
- What Have You Got Planned Tonight, Diana
- What I’ve Learned
- What Is Man
- What Is Truth
- What On Earth (Will You Do For Heaven's Sake)
- What'd I Say
- What's Good For You (Should Be Alright For Me)
- When He Comes
- When He Reached Down His Hand For Me
- When I Look
- When I Stop Dreaming
- When I Take My Vacation In Heaven
- When I'm Gray
- When I’ve Learned (Enough To Die)
- When It's Springtime In Alaska (It's Forty Below)
- When Papa Played The Dobro
- (When) The Man Comes Around
- When The Roll Is Called Up Yonder
- When The Roses Bloom Again
- When The Saviour Reached Down For Me
- When Uncle Bill Quit Dope
- When You Are Twenty One
- Where Did We Go Right
- Where I Found You
- Where The Soul Of Man Never Dies
- Where We'll Never Grow Old
- While I've Got It On My Mind
- The Whirl And The Suck
- White Christmas
- White Girl
- Who At My Door Is Standing
- Who Kept The Sheep
- Who's Gene Autry?
- Why Do You Punish Me (For Loving You)
- Why Is A Fire Engine Red
- Why Me, Lord?
- Wichita Lineman
- Wide Open Road
- Wilderness Temptation
- Wildwood Flower
- Wildwood In The Pines
- Will The Circle Be Unbroken
- Will You Miss Me When I'm Gone
- The Wind Changes
- The Winding Stream
- Wings In The Morning
- Without Love
- Wo ist Zuhause, Mama (versão alemã de "Five Feet High and Rising")
- W-O-M-A-N
- The Wonder Of You
- A Wonderful Time Up There
- Woodcarver
- The World Needs A Melody
- World's Gonna Fall On You
- Worried Man
- Worried Man Blues
- Worried Mind
- Would You Lay with Me (In a Field of Stone)
- A Wound Time Can't Erase
- The Wreck Of The Old 97
- Wrinkled, Crinkled, Wadded Dollar Bill

## Y
- You And Me
- You And Tennessee
- You Are My Sunshine
- You Are (You're) The Nearest Thing To Heaven
- You Beat All I Ever Saw
- You Can't Beat Jesus Christ
- You Comb Her Hair
- You Dreamer You
- You Give Me Music
- You (Just) Can't Beat Jesus Christ
- You Remembered Me
- You Tell Me
- You Wild Colorado
- You Win Again
- You Won't Have Far to Go
- You'll Be All Right
- You'll Get Yours And I'll Get Mine
- You'll Never Walk Alone
- You're Driftin’ Away
- You're Home Sweet Home To Me
- You're My Baby (Little Woolly Booger)
- You're So Close To Me
- You're The Nearest Thing To Heaven
- You've Got A New Light Shining In Your Eyes